# 南部科學園區
23°06′05″N 120°16′56″E / 23.101282°N 120.282106°E
南部科學園區（簡稱南科），舊稱南部科學工業園區，是設於台灣南部的科學園區，管理機關為國家科學及技術委員會南部科學園區管理局，設於臺南園區。南科基地位於台南市、高雄市、嘉義縣、屏東縣。

## 基地

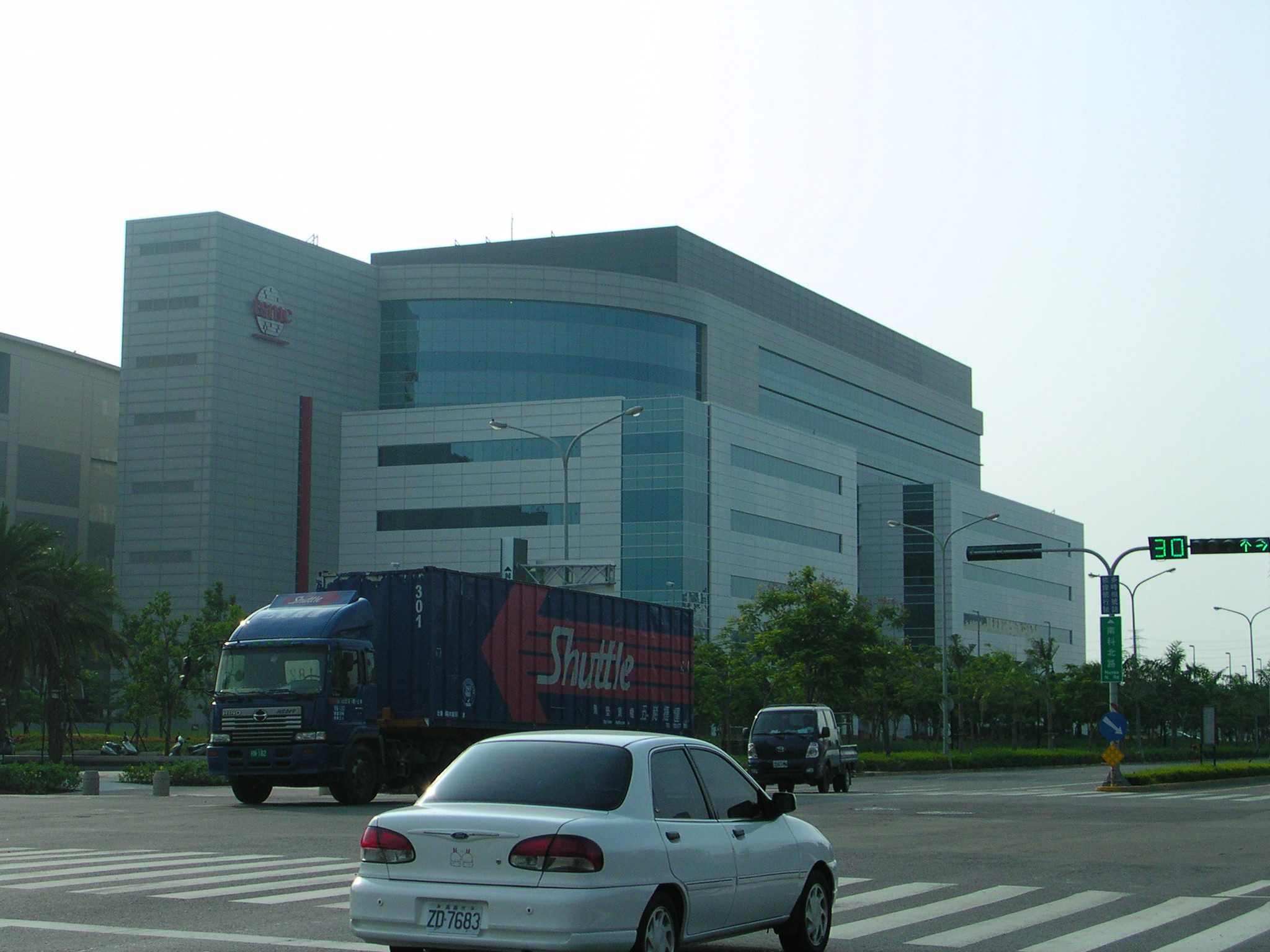
台積電（台灣積體電路製造公司）晶圓十四廠

### 臺南園區
位於台南市新市區、善化區、安定區間，1996年1月20日動土；開發面積1,043公頃。
基地近於台南地理中心點，各行政區人口通勤時間趨於一致，故加速園區快速成長。
二期擴建基地
為協助解決高速鐵路行經台南園區一期對距高鐵1公里以內振動敏感廠商所造成之影響，擴建計畫於2001年9月19日經行政院核定、同年11月完成都市計畫審議作業；基地開發面積400公頃。
三期擴建基地
擴建基地設立於台南市新市區台糖看西農場（一期西南側），總共84.5公頃，定位為先進半導體聚落。
園內建設
- 實驗中學：2006年將原臺南縣南科國中小合併成立國立南科國際實驗高級中學，園區內新校舍工程於2011年7月23日竣工啟用。
- 南科考古館：開發南科園區時挖掘出許多台灣早期的文化遺址，2002年暫租標準廠房成立史前館南科考古文物陳列室，2007年改制為國立臺灣史前文化博物館南科考古館，2018年12月26日南科局旁的新館落成啟用。
- 南科醫院：1999年奇美醫院應南科局邀請進駐成立南科診所，2023年南科局規劃在南科考古館旁設置南科醫院，將由奇美醫院BOT模式成立；2025年3月21日南科奇美醫院動工，預計2028年完工啟用。
- 新港地方文化館&南科新港堂：2006年完工啟用，一樓為園區原部族西拉雅族文化介紹，二樓為合祀台南園區與樹谷園區原土地上13座有應公，主祀鎮港元帥。委由新市區公所營運管理，已成為南科台南園區的民間信仰中心。

鄰近區域
緊鄰的蓮潭里南科特定區L區、M區的都市計畫與南科台南園區同屬「台南科學工業園區特定區計畫」，但不屬於南科園區範圍。另一個緊鄰的光電產業園區樹谷園區亦不屬於南科園區範圍，但均因緊鄰南科且產業、生活與南科高度密切，因此往往也被稱做南科（例如：台灣鐵路局南科站）。

### 高雄園區
舊稱「路竹園區」、俗稱「路科」，位於高雄市路竹區、永安區、岡山區，面積總共567公頃，並於此處設置南科局高雄行政大樓。
園內建設
- 高雄秀傳醫院：於2024年11月啟用，為秀傳體系的第9家醫院，也是首家進駐科學園區的醫院。[6]

生技醫療器材專區
高雄園區生技醫療器材產業專區位於高雄園區南端，總面積約30公頃，是南科管理局配合地方產業特色特別規劃之產業專區，目的在整合南部醫療院所、學校與研發機構之研發資源，形成具特色之醫療器材產業聚落。

### 橋頭園區
俗稱「橋科」，位於高雄市橋頭區，面積總共262公頃。重點引進產業以半導體、精準健康、智慧機械、航太及產業創新等，除發展新興科技外，並協助在地產業升級。
鄰近南科局建設
- 實驗中學：增設國立高科實驗高級中等學校，預計於2025年開始招生。

### 楠梓園區
位於高雄市楠梓區，面積總共為29.83公頃。原為台積電成熟製程晶圓廠進駐的楠梓產業園區（位於舊高雄煉油廠廠區）。在台積電變更為先進製程後，國科會將楠梓產業園區納為南部科學園區的基地。

### 嘉義園區
嘉義園區位於嘉義縣太保市縣府特區附近之台糖太保農場，面積總共為88公頃（含二期共計178公頃）。以精準醫療、智慧載具、智慧農業等相關產業為主，並規劃設立實驗學校（幼稚園到高中）。
園內建設
- 實驗中學：增設國立嘉科實驗高級中等學校，於2024年開始招生。[8][9]

二期擴建基地
因應廠商需求，南科管理局啟動嘉科二期計畫，同為台糖地，佔地90公頃。
- 嘉義捷運藍線：2025年3月26日，立法委員王美惠表示，嘉義捷運藍線納入嘉科二期擴建計畫[11]。

### 屏東園區
屏東園區位於屏東縣屏東市的高鐵特定區內（現台糖六塊厝農場），面積總共為73.83公頃，以軟硬整合發展智慧農醫、綠色材料、太空中心等為發展重點。
園內建設
- 實驗中學：增設國立屏科實驗高級中等學校，已於2024年開始招生。[12]

## 歷史

### 正式設址前
構想源起
由於新竹科學工業園區（竹科）的成功，使得第二科學園區的構想浮上檯面。1990年7月，台南市籍國民黨立法委員洪玉欽以聯合質詢方式，要求新科學園區應設於台南縣歸仁鄉（今台南市歸仁區）沙崙農場；同年10月國科會正式報行政院建議設置新科學園區，12月29日委由 亞新工程顧問公司（页面存档备份，存于） 與台大城鄉所進行《設置第二科學園區可行性研究》。1991年1月1日「國家建設六年計畫」中，正式將「擴建並新設科學工業園區」列入，當中提及以「區域均衡發展」及「配合當地特有產業性質」為政策。
可行性研究報告
據《設置第二科學園區可行性研究》報告所言：選址係根據國內外相關園區的發展經驗，並設定候選地基本條件，再發公文給各縣市自動提出符合條件的土地區位。細節如下：

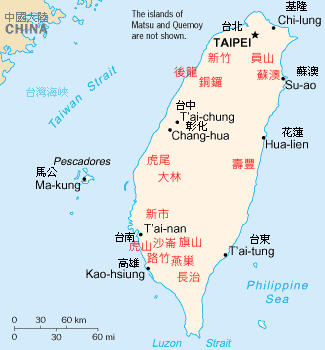
歷次候選地示意圖，最後以新市中選。

1. 土地面積在 300 公頃以上，基本完整適合整體開發，保證能順利取得。
2. 基地平均坡度在 30%以下，地層穩定。
3. 每天可供應 36000 公噸以上之已開發或可供開發的水源。
4. 離地方生活圈中心車程在 45 分鐘以內，且鄰近地區已有或籌設中相關科技之大學或研究機構。
5. 基地位址如屬非都市土地，應在該區域計畫允許變更範圍內，但不可位於水源保護區及特定農業區內。

最後8個地方政府提出11個場址作為評選：
1. 宜蘭縣蘇澳鎮利澤工業區
2. 宜蘭縣員山鄉再連、內城、蓁巷
3. 苗栗縣後龍鎮海寶、灣寶釐
4. 苗栗縣銅鑼鄉九湖、樟樹村
5. 雲林縣虎尾鎮新興農場
6. 嘉義縣大林鎮大埔美農場
7. 臺南縣新市鄉道爺農場
8. 高雄縣美濃鎮吉洋、手巾寮及金瓜農場
9. 高雄縣燕巢鄉滾水及南滾水農場
10. 屏東縣長治鄉長興段、番子段、內埔鄉番子厝段
11. 花蓮縣壽豐鄉志學村、平和村

根據評比，新市在產業代表排名、專業學者排名與地方配合難易度亦皆名列第一。在綜合排名中亦為第一，其次為嘉義縣及雲林縣址。然而這份評估並似對選址未發揮太大作用，但此結果卻已為後續地方的爭取活動拉開了序幕。
縮小選址範圍

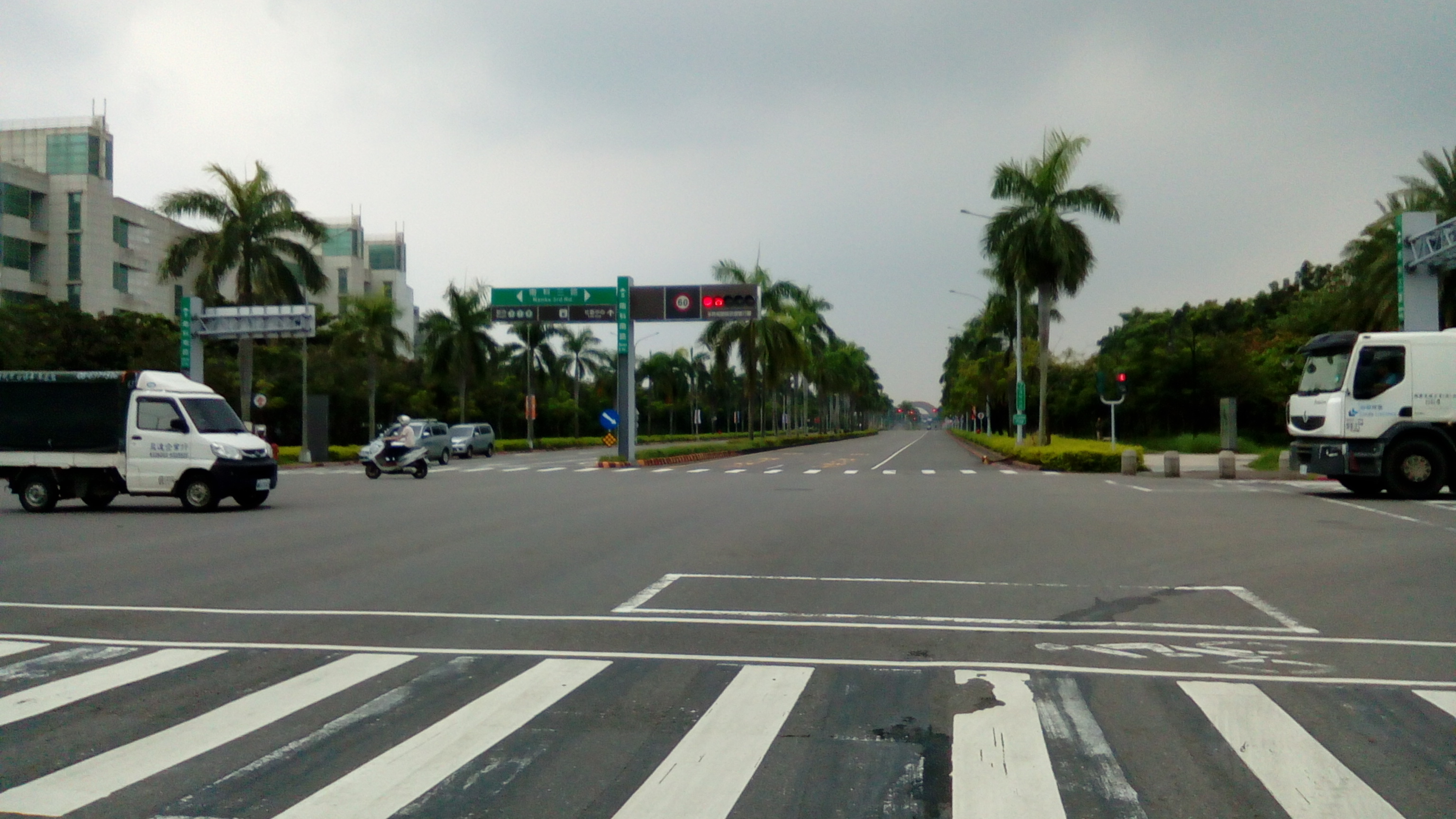
台南科學園區-南科南路

1993年7月1日2388次院會通過之「振興經濟方案」中，正式提出「增設南部科學工業園區」而將選址範圍縮小至南台灣地區。表示「在南部大學鄰近地區，選擇適當地點籌設面積約300公頃之科學工業園區，作為發展生物技術、精密儀器及航太暨自動化零組件等之專業區。」國科會於1994年1月組成專案小組，召開規畫設置南部科學園區的第一次會議，對於南部具體定義為雲林以南，將原11個預定地先行汰存6址。
決定南部設置後，期間高雄縣政府曾提出「雙子星科學城計畫」將南科分設於虎山（台糖仁德糖廠所有）與路竹，並以捷運串連以求雙贏。1994年7月，國科會放棄竹科第三期徵收計畫，正式投入南部科學園區的選址規畫。科學園區管理局於同年7月21日南下實地踏勘，8月6日協同規畫單位向國科會主委郭南宏報告中反對雙子星計畫。最後國科會宣佈以台南新市及高雄路竹進行最後評選，南科擇一落腳。
定案
1994年9月21日，園區管理局訂出9位南科評選委員的名單。包括廠商代表、專家學者與大學校長等，並經由台南與高雄兩縣的同意。30日國科會邀請兩縣舉行座談會，並請提送合作計畫書交由評選委員審查。兩縣於11月30日各自遞交。1995年1月10日評審委員實地勘察新市及路竹預定地，兩地沿途皆有民眾夾道歡迎，甚至有鞭炮、舞龍舞獅等，地方政府也在決選前辦理晚會的活動造勢。1995年1月14日為決選日。評審委員當日首先進行重點項目的評比，決議若未獲一致結論再以分數加權計算。首先在自然條件、產銷環境、研發機構、生活環境、行政配合細分等18條項目，挑出其中影響或差異較大的因素加以討論。此後再由各委員獨立評分，作整體性評比。在最後的推薦投票下，新市以8:1票數大勝路竹。而高雄縣政府最後提出將預定地路竹作為南科的衛星園區並獲採納，即今高雄園區。

### 設園之後
行政院國家科學委員會於1995年2月奉行政院決議設置「南部科學工業園區」，計畫範圍400公頃，即目前臺南園區第一期，位於今台南市新市區、善化區、安定區間，年5月核定籌設計畫，1997年7月8日掛牌成立「台南科學工業園區開發籌備處」（今國家科學及技術委員會南部科學園區管理局）。
2000年經濟景氣蓬勃時，台南園區一期可供建廠用地80％以上均已出租完畢，後續租地需求不斷湧進，為因應半導體與薄膜電晶體液晶顯示器（TFT-LCD）產業建廠所需大區塊建廠用地，以承接景氣。行政院於2000年5月同意由原台糖公司於高雄縣路竹地區開發之智慧型工業園區作為南科路竹園區用地，並於2001年4月6日核定，路竹園區於2004年7月27日更名為高雄園區。
2004年5月17日行政院擇定位於高雄市楠梓區之行政院退輔會所屬之國有地開發之研發產業園區，並交由當時的國科會依照《科學工業園區設置管理條例施》工與後續營運，成為南部科學工業園區楠梓園區，總面積達八公頃。行政院為此編列2億800萬元工程費預算送交立法院審議，但因故立院決議凍結高雄生技園區工程費預算，列入「持續檢討中」名單，故開發計畫停止。

### 擴大基地

#### 臺南園區擴建基地
三期
- 2020年：行政院核定南科第三期擴建計畫。[24][25][26][27]
- 2024年8月：內政部都市計畫委員會審議通過「變更臺南科學園區特定區計畫(第四次通盤檢討)案」（原 台糖看西農場土地），正式將南科台南園區三期納入整區統整。[28]

四期
- 2025年1月，南科管理局籌設南科第四期擴建計畫評估，預計以臺南市歸仁區的台糖沙崙農場與周邊土地規劃為生態科學園區。[29]4月15日，國科會通過沙崙生態科學園區可行性評估，提報行政院核定。[30]

#### 橋頭園區
- 2018年7月：蔡英文政府政務委員張景森實地走訪高雄表示將以在陳水扁政府以10個月的時間推動中部科學園區計畫的速度推動「高雄第二科學園區」，積極協助高雄產業轉型。[31][32]8月：時任行政院長賴清德於行政院會議中指示將高雄新市鎮以最快速辦理開發為科學園區[32][33]
- 2019年12月6日：行政院核定南部科學園區橋頭園區籌備計畫，計畫基地為國立高雄科技大學第一校區北側，面積164.27公頃；同年12月25日經濟部已與日月光、國巨和智崴等8家企業簽署投資意向書。[34]
- 2020年2月12日：行政院環境保護署召開環評審查，本案面積超過100公頃依法須進行第二階段環境影響評估。[35]
- 2021年9月2日：通過環境影響評估審查。[36]12月24日：正式動土招商。

#### 楠梓園區
- 2021年9月：高雄市政府籌設楠梓產業園區。[37]
- 2022年6月：楠梓產業園區都市計畫審議通過，接續台積電廠房動工。[38]
- 2023年5月23日：國家發展委員會審議通過「南部科學園區擴建高雄第三園區(楠梓園區)籌設計畫」，陳報行政院並建請同意開發。[39]8月14日：因應變更為先進製程，高雄市政府辦理楠梓產業園區環差作業說明會。[37]
- 2024年6月1日：台積電高雄廠區範圍率先納編為南科楠梓園區，主管機關從高市府變更為南科管理局，其餘原中油廠區的145公頃土地，預計2025年完成二階環評、都市計畫變更作業後再納入科學園區。[40]

#### 屏東園區&嘉義園區
- 2021年初：行政院指示科技部研議設立屏東園區與嘉義園區。[41]
- 2021年9月5日：行政院長蘇貞昌宣布嘉義科學園區落腳嘉義縣太保市縣府特區附近之台糖太保農場（原交大預定地）。[42][43]
- 2022年12月26日：嘉義園區通過環評初審，環保署環評專案小組決議無需進行第2階段環評，逕提環評大會審議。
- 2023年2月22日：嘉義園區通過環評審查。5月22日：舉行開工動土祈福典禮。
- 2023年2月23日：屏東園區通過環評審查。5月23日：舉行開工動土祈福典禮。

## 營業數據
2023年南科營業額1兆5,855億元，連三年創兆元新高，成長率達6.88%；其中積體電路產業營業額達12,960.34億元，較2022年成長8.55 %；光電產業營業額為1,742.04億元，較2022年衰退7.74 %；通訊產業營業額達327.89億元，較2022年成長55.24 %；電腦及周邊產業營業額146.84億元，較2022年成長26.74%。

## 外部連結
- 南部科學園區管理局（页面存档备份，存于）
- 地域競爭與空間政治-台灣南部科學園區的個案分析 地理學報第三十一期